# 草堰鄉
草堰鄉，是四川省鄰水縣下轄的一個鄉級行政單位。

## 沿革[1]
- 1953年4月24日。縣政府決定御臨鄉分劃為石埡鄉、草堰鄉、白池鄉3個鄉。1953年4月24日，從御臨鄉划出2個村，增建草堰鄉人民政府，隸屬第五區()公所管轄。9月4日，草堰鄉人民政府改名為冷水埡鄉人民政府。